# 墨田ユキ
墨田 ユキ（すみだ ゆき、1964年11月3日 - ）は、日本の女優。
北海道函館市出身。身長162cm。血液型B型。

## 略歴
1988年、レースクイーン「パナソニック・サーキットガール」として活動したのを機会に芸能界デビューし、小松 由紀子名義でNHK大河ドラマ『武田信玄』、その翌年には同『春日局』にそれぞれ出演した。
1992年、映画『濹東綺譚』のオーディションに合格し、それにちなんで芸名を「墨田ユキ」に変更した。同作での大胆濡れ場を前貼りなしで演じて大きな話題を呼ぶ。同作品への出演により、墨田は、ブルーリボン賞（新人賞）、日本アカデミー賞（新人俳優賞）、報知映画賞（新人賞）、スポニチグランプリ新人賞などを受賞した。加えて本格デビュー前の1987年に雨宮時空子（ときこ）名義でAVに出演していたとマスメディアを賑わせ、知名度は飛躍的に上がった。
その後もテレビドラマや映画、バラエティ番組などに出演していたが、1995年頃を境に芸能活動を行っていないと言われている。

## 出演

### テレビドラマ
- 大河ドラマ（NHK）
  - 武田信玄（1988年）
  - 春日局（1989年）
- 那須高原殺人事件 疑惑の風景（1991年5月13日、テレビ東京） - 水沢由加 役
- 月曜ドラマスペシャル「ヒデとロザンナ物語 愛の奇跡」（1991年6月17日、TBS）
- 暴れん坊将軍IV 第46話（1992年3月21日、テレビ朝日） - 小川綾乃 役
- 映画みたいな恋したい「ゴースト・ニューヨークの幻」（1992年7月11日・18日、テレビ東京）
- 東京の恋人～Tokyo lover～（1992年8月 - 9月、中京テレビ放送）
- 愛の祭（1992年10月 - 12月、東海テレビ） -  主演・神山めぐみ  役
- ホームワーク（1992年10月 - 12月、TBS） - 村口順子 役
  - ホームワークスペシャル（1993年10月1日、TBS）
- 月曜ドラマスペシャル「西新宿俳句おばさん事件簿」（1993年4月19日、TBS） - 森弓江 役
- 火曜サスペンス劇場「森村誠一の無医村の神」（1993年7月13日、日本テレビ） - 橋本佳子 役
- 日本名作ドラマ「香華」（1993年8月23日・30日、テレビ東京） - 主演
- オレたちのオーレ!（1993年10月 - 12月、毎日放送） - 三田村麗子 役
- もう涙は見せない（1993年10月 - 12月、フジテレビ） - 倉持圭子 役
- 土曜ワイド劇場「化粧坂連続殺人事件」（1993年11月20日、テレビ朝日） - 高木典子 役
- シドニィ・シェルダンの「血族」（1994年1月1日、テレビ朝日）
- 新藤兼人が読む・正岡子規の病牀六尺（1994年1月9日、NHK）
- 月曜ドラマスペシャル「女王蜂」（1994年4月4日、TBS） - 大道寺智子／琴絵 役
- 君に伝えたい 第7回「彼女が最高!!」（1994年5月15日、毎日放送）
- 金曜エンタテイメント「刑事で悪いか!?」（1994年6月17日、フジテレビ）
- 陽はまた昇る（1996年3月30日、フジテレビ） - 小春 役 ※1994年製作

### 映画
- あげまん（1990年6月2日）
- 稲村ジェーン（1990年9月8日）
- 新極道の妻たち（1991年6月15日）
- 濹東綺譚（1992年6月6日、近代映画協会） - お雪 役
- くノ一忍法帖II 聖少女の秘宝（1992年8月21日:販売） - 主演・伽羅 役(オリジナルビデオ)
- 免許がない!（1994年2月11日、東宝）- 宇貝京子 役
- 不倫の値段（1994年2月25日:販売）オリジナルビデオ

### 写真集
- 「迷宮の吐息」（1992年5月、パパラブックス、TIS、撮影：奥舜）ISBN 978-4847022609
- 「MADE IN JAPAN」（1993年4月、ワニブックス、撮影：渡辺達生）ISBN 978-4847023200
- 「desire-YUKI SUMIDA ADOLESCENT MYTH」（1994年4月、有朋書院、撮影：Tokiko Amamiya）ISBN 978-4882455011
- 「写真集 墨田ユキ」、「MADE IN JAPAN」に未公開カットを加えたもの（2001年7月、徳間書店、撮影：奥舜）ISBN 978-4198613891